# Dipsastraea speciosa
Dipsastraea speciosa is een rifkoralensoort uit de familie Merulinidae. De wetenschappelijke naam van de soort is, als Astraea speciosa, voor het eerst geldig gepubliceerd in 1846 door James Dwight Dana.